# Kružnice opsaná
Kružnice opsaná je kružnice, na níž leží všechny vrcholy rovinného útvaru.

## Kružnice opsaná trojúhelníku
Střed kružnice opsané trojúhelníku je průsečík os stran trojúhelníku, poloměr se rovná vzdálenosti středu od libovolného vrcholu. Každému trojúhelníku lze opsat kružnici.

### Vlastnosti kružnice opsané trojúhelníku
- Velikost poloměru opsané kružnice určuje vztah

{\displaystyle 2r={\frac {a}{\sin \alpha }}={\frac {b}{\sin \beta }}={\frac {c}{\sin \gamma }}.}
- Spojnice středu kružnice opsané a jednotlivých vrcholů trojúhelníka jsou kolmé k jednotlivým stranám jeho ortického trojúhelníka (tzv. Nagelova věta).
- Kružnice devíti bodů je stejnolehlým obrazem kružnice opsané se středem stejnolehlosti v těžišti trojúhelníka a koeficientem κ = - 0,5, její poloměr je tedy poloviční.
- Středem úsečky spojující střed kružnice opsané a Lemoinův bod je zároveň středem první Lemoinovy kružnice.

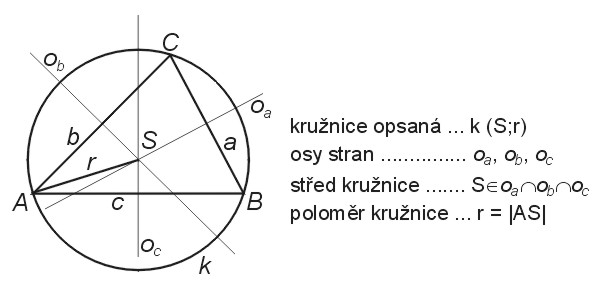
Kružnice opsaná trojúhelníku a její konstrukce

### Simsonova přímka

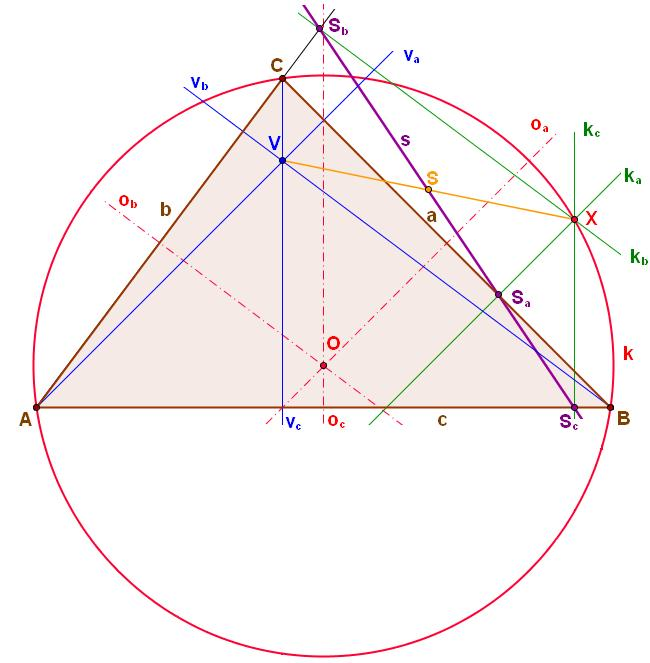
Kružnice opsaná a Simsonova přímka

Pokud z libovolného bodu X kružnice opsané spustíme kolmice k jednotlivým stranám, paty kolmic leží na přímce. Nazývá se Simsonova přímka. Pokud tento bod X spojíme s ortocentrem (průsečík výšek trojúhelníka), pak Simsonova přímka prochází středem této úsečky. Simsonova přímka se jmenuje podle anglického matematika Roberta Simsona (1687-1768). Někdy se označuje také jako Wallaceova přímka.

#### Popis obrázku
Kružnice opsaná a Simsonova přímka:
- ABC
- a, b, c – strany
- oa, ob, oc - osy stran,
- O – průsečík os stran (střed kružnice opsané),
- X – libovolný bod, ležící na kružnici opsané
- ka, kb, kc – kolmice na strany, spuštěné z bodu X
- Sa, Sb, Sc – paty kolmic ka, kb, kc
- s – Simsonova přímka
- va, vb, vc – výšky,
- V – průsečík výšek (ortocentrum)
- S – střed úsečky VX

### Thaletova kružnice
Kružnice opsaná pravoúhlému trojúhelníku se nazývá Thaletova kružnice. Střed Thaletovy kružnice leží ve středu přepony trojúhelníku. Máme-li např. trojúhelník ABC, říkáme, že Thaletova kružnice je sestrojena nad průměrem AB.
Pro každou úsečku AB platí, že Thaletova kružnice sestrojená nad průměrem AB (s vyjmutím bodů A a B) je množinou vrcholů C všech pravoúhlých trojúhelníků ABC s přeponou AB.

### Výpočet v kartézských souřadnicích
Kartézské souřadnice středu opsané kružnice lze vypočíst podle vzorce
{\displaystyle {\begin{aligned}S_{x}&={\frac {1}{D}}\left[(A_{x}^{2}+A_{y}^{2})(B_{y}-C_{y})+(B_{x}^{2}+B_{y}^{2})(C_{y}-A_{y})+(C_{x}^{2}+C_{y}^{2})(A_{y}-B_{y})\right]\\S_{y}&={\frac {1}{D}}\left[(A_{x}^{2}+A_{y}^{2})(C_{x}-B_{x})+(B_{x}^{2}+B_{y}^{2})(A_{x}-C_{x})+(C_{x}^{2}+C_{y}^{2})(B_{x}-A_{x})\right]\end{aligned}}}
přičemž pomocná hodnota D se vypočte
{\displaystyle D=2\left[A_{x}(B_{y}-C_{y})+B_{x}(C_{y}-A_{y})+C_{x}(A_{y}-B_{y})\right].\,}
Indexy x a y označují x a y souřadnice vrcholů trojúhelníka (A,B,C) a středu kružnice S.

## Kružnice opsaná čtyřúhelníku
Střed kružnice opsané čtverci nebo obdélníku je průsečík úhlopříček daného rovnoběžníku.